# Jorge Semprún Maura
Jorge Semprún Maura (Madrid, 10 de desembre de 1923 - París, 7 de juny del 2011) fou un escriptor, polític i guionista cinematogràfic espanyol, que escrigué la seua obra majoritàriament en francès. L'any 1995 fou guardonat amb la Creu de Sant Jordi concedida per la Generalitat de Catalunya i amb el Premi Blanquerna l'any 2002 concedit per la Generalitat a través de la seva delegació a Madrid. Des de 1996 era membre de l'Académie Goncourt.

## Biografia
Era fill de l'intel·lectual republicà José María Semprún Gurrea i net d'Antoni Maura Montaner. L'any 1939, després de la Guerra Civil espanyola, es traslladà juntament amb la seva família a la ciutat de París, on estudià filosofia a la Sorbona des de 1941.

## Membre de la resistència
Durant la Segona Guerra Mundial va combatre, igual que molts espanyols exiliats, entre els partisans de la Resistència davant l'ocupació de França per part de l'Alemanya nazi. L'any 1942 s'afilià al Partit Comunista d'Espanya (PCE).
L'any 1943, després de ser denunciat, fou detingut, torturat i posteriorment deportat al Camp de concentració de Buchenwald. Després del seu alliberament va ser rebut com un heroi a París, però aquesta fou una època que el marcà per la seva posterior experiència literària i política.

## Activisme polític
Una vegada alliberat del camp, va mantenir la seva residència a París.
Dins del Partit Comunista d'Espanya, des de 1953 a 1962, realitzà una intensa activitat clandestina a Espanya sota el pseudònim de Federico Sánchez. L'any 1954, formà part del Comitè Central del partit i l'any 1956 del Comitè Executiu.
El 1964 fou expulsat del partit juntament amb Fernando Claudín per divergències de la línia oficial. Des d'aquell moment, la seva activitat se centra en la seva carrera literària. La seva renúncia va coincidir amb l'escriptura i publicació d'El largo viage, començada a Madrid a la dècada del 1960.
No tornaria a participar activament en la política fins que, entre 1988 i 1991, va ser nomenat Ministre de Cultura en el govern de Felipe González. Inicialment, el seu nomenament va ser molt criticat, ja que no vivia a Espanya i desconeixia totalment el panorama cultural i polític del país on havia de ser ministre.
Morí a París i fou enterrat al cementiri de Garentreville, on tenia una residència.

## Obra literària
Tota la seva obra escrita, ja siguin novel·les o obres autobiogràfiques, està fortament influïda per les seves peripècies vitals, en particular el seu pas pel camp de concentració de Buchenwald: El llarg viatge, La escritura o la vida, Aquel domingo o Viviré con su nombre, morirá con el mio. La seva expulsió del Partit Comunista quedà reflectida en Autobiografía de Federico Sánchez, mentre que Federico Sánchez se despide d'ustedes narra el període, entre 1988 i 1991, que va ser Ministre de Cultura en el govern de Felipe González.
Fins a l'any 2003 totes les seves obres de ficció havien estat escrites en francès, només utilitzant el castellà per a alguns dels seus llibres biogràfics. Aquell any, però, publicà la primera novel·la escrita originalment en castellà, Veinte años y un día.
Convençut europeista, escrigué a quatre mans, al costat del Primer Ministre Francès, Dominique de Villepin, el llibre L'home europeu i publicà un volum recopilatori d'articles, conferències i discursos sobre el tema, titulat Pensar en Europa.
Al llarg de la seva carrera rebé diversos premis literaris, destacant especialment el Premi Fémina l'any 1969 per La deuxième mort de Ramón Mercader, el Premi Planeta l'any 1977 per Autobiografía de Federico Sánchez i el Premi Fundación José Manuel Lara per Veinte años y un día. També va rebre la Medalla Goethe.

### Obra publicada
- 1963: Le grand voyage (El llarg viatge)
- 1967: L'évanouissement (El desvanecimiento)
- 1969: La deuxième mort de Ramón Mercader (La segunda muerte de Ramón Mercader)
- 1977: Autobiografía de Federico Sánchez, Premi Planeta
- 1980: Quel beau dimanche! (Aquel domingo)
- 1983: Montand la vie continue (Biografía de Yves Montand)
- 1986: La montagne blanche (La montaña blanca)
- 1987: Netchaïev est de retour (Netchaiev ha vuelto)
- 1991: L'algarabie (La algarabía)
- 1993: Federico Sánchez vous salue bien (Federico Sánchez se despide de ustedes)
- 1994: L'écriture ou la vie (La escritura o la vida)
- 1998: Adieu, vive clarté... (Adiós luz de veranos)
- 2002: Le mort qu'il faut (Viviré con su nombre, morirá con el mío)
- 2003: Veinte años y un día
- 2005: L'Homme européen (El hombre europeo, juntament amb Dominique de Villepin)
- 2006: Pensar en Europa

## Obra cinematogràfica
L'obra escrita de Semprún no es limita a la literatura, sinó que ha desenvolupat una àmplia carrera com a guionista cinematogràfic, sent autor de guions del cinema francès com Z de Costa-Gavras i Stavisky d'Alain Resnais, sent nominat en dues ocasions al Premi Oscar al millor guió.
- 1966: Objectif 500 millions de Pierre Schoendoerffer
- 1966: La guerra s'ha acabat (La guerre est finie) d'Alain Resnais
- 1969: Z de Costa-Gavras
- 1970: L'aveu de Costa-Gavras
- 1972: L'attentat d'Yves Boisset
- 1974: Les deux mémoires, guió i direcció
- 1974: Stavisky d'Alain Resnais
- 1975: Section spéciale de Costa-Gavras
- 1976: Une femme à sa fenêtre de Pierre Granier-Deferre
- 1978: Les Routes du sud de Joseph Losey
- 1983: Los desastres de la guerra (TV) de Mario Camus
- 1986: Les Trottoirs de Saturne d'Hugo Santiago
- 1995: L'Affaire Dreyfus (TV) d'Yves Boisset
- 1997: K d'Alexandre Arcady

## Guardons
Nominacions
- 1968: Oscar al millor guió original per La Guerre est finie
- 1970: Oscar al millor guió adaptat per Z, amb Costa-Gavras
- 1970: BAFTA al millor guió per Z, amb Costa-Gavras
- 2003: Medalla Goethe